# Амадей VI Савойски
Вижте пояснителната страница за други личности с името Амадей Савойски.
Амадей VI Савойски, наречен Зеленият граф (на италиански: Amedeo VI di Savoia, il Conte Verde; на френски: Amédée VI de Savoie, dit Comte vert; * 4 януари 1334, замък на Шамбери, Свещена Римска империя; † 1 март 1383, замък на Санто Стефано ди Кампобасо, Неаполитанско кралство) е 17-и граф на Савоя, граф на Аоста и Мориен от 1343 до 1383 г. Основоположник е на един от най-висшите савойски ордени: Върховният орден на Пресветото благовещение.
През 1366 г. напада с флота си българските черноморски градове, като експедицията понякога е наричана „Савойски кръстоносен поход“.
Известен е със значителното разширяване на савойските територии. Под негово управление Пиемонт преживява период на блясък и слава, невиждан от времето на Ардуин от Ивреа.

## Произход
Амадей, според френския историк Самюел Гишенон, е най-големият син на Аймон Савойски Миролюбивия (* 1273, † 1343), граф на Савоя, на Аоста и на Мориен, и на съпругата му Йоланда Палеологина (* 1318, † 1342). Негови дядо и баба по бащина линия са граф Амадей V Савойски и Сибила дьо Божè, а по майчина – Теодор I Палеолог, принц на Византия и маркиз на Монферат, по-малък син на император Андроник II Палеолог, и Арджентина Спинола. Той е братовчед на византийския император Йоан V Палеолог. Има двама братя и две сестри:
- Бианка Мария (* 1336, † 1388), господарка на Милано като съпруга на Галеацо II Висконти
- Йоан (* 1338, † 1345)
- Катерина (* 1342, † 1343)
- Лудвиг (*/† 24 декември 1342)

## Биография

### Начални години
Амадей е роден в Шамбери на 4 януари 1334 г.
През 1337 г., както е потвърдено от Държавния архив, баща му Аймон приема посланиците на краля на Бохемия и граф на Люксембург Ян I, който предлага годежа на Амадей с неговата племенница Маргарита, дъщеря на бъдещия император Карл IV. На следващата година е изготвен брачният договор, който обаче няма последици.
Когато е на около 8 години, на 24 декември 1342 губи майка си: не е известно дали тя умира преди, по време или след раждането на петото си дете. На 14 декември тя пише завещание, с което оставя наследство на четирите си живи деца Йоан, Бианка, Лудвиг и Амадей. На 22 юни Амадей губи и баща си Аймон, поразен в началото на 1343 г. от внезапна тежка болест. На 11 юни 1343 г. графът пише завещание, в което напомня, че е разрешил окончателно с печата на Краля на Франция въпроса за унаследяването на Савойското графство и посочва като наследници своите три все още живи законни деца – Бианка, Йоан и Амадей.

### Граф на Савоя
Едва 9-годишен Амадей наследява графството от баща си като Амадей VI под регентството на братовчедите си Лудвиг II Савойски-Во и Амадей III Женевски, които управляват Савойското графство до пълнолетието му.
През 1344 г. умира братовчедка му Йоанна, която след смъртта на баща си, графа на Савоя Едуард Либералният, е предявила претенции към графството, уредени от Аймон през 1339 г., който в завещанието си обявява братовчед ѝ Филип Орлеански за неин универсален наследник. Филип Орлеански, като наследник на Йоанна, предявява претенции и през 1346 г. се представя, за да иска това, което му се полага с оръжие. Регентите постигат споразумение, давайки му два замъка, годишна пенсия от 2000 ливри и обещавайки да му осигурят военен контингент.
През 1347 г., както е потвърдено от Държавния архив, е сключен брачен договор между Амадей VI и Йоана Бургундска, дъщеря на починалия Филип Бургундски, граф на Оверн и на Булон. На брака обаче се противопоставя кралят на Франция, така че вторият баща на Йоана, кралят на Франция Жан II Добрият през 1354 г. анулира годежа. След Парижкия договор от 1355 г. има потвърдително писмо от Йоан Добрия, което потвърждава развалянето на годежа.
На 14 години, през 1348 г., Амадей прекосява Алпите и потушава бунта на пиемонтските градове. През 1352 г. печели голяма победа над въстаналите селяни във Вале, източно от Женева.
Проницателен и предприемчив млад мъж, Амадей VI участва в многобройни турнири в младостта си, в които носи зелени дрехи, орнаменти и знамена, така че да получава прозвището „Зеления граф“. За поданиците е лесно да разпознаят своя граф: и след като се възкачва на престола той продължава да носи зелено. Освен като храбър боец Амадей се радва и на репутацията си на Дон Жуан. За него се носят много легенди, сред които се откроява сибилинският надпис FERT, което се откроява върху емблемата на Върховния орден на Пресветото благовещение, който основава. Има редица тълкувания на криптограмата FERT. Вероятно е само спомен за галантна афера на графа и тогава значението би било „Нося нейната руса коса със себе си“, също взето от латинска фраза. Сред другите известни фрази на графа е мотото, гравирано на неговия герб, под свлечен лъв: J'atans mon astre („Очаквам моята звезда“), замислено като акт на вяра в неговата съдба.
Амадей, след като подписва през 1355 г. с краля на Франция Жан II Добрия и неговия син, дофина Шарл I (бъдещ крал на Франция като Шарл V) изгодния Парижки договор, където с размяна на територии са установени ясни граници между Дофине и Савоя, предоставяйки на последната големи територии в областите отвъд Алпийския вододел.
Междувременно Амадей VI се погрижва да поиска брак с Бона дьо Бурбон, дъщеря на втория херцог на Бурбон, Пиер I дьо Бурбон и на Изабела дьо Валоа, и балдъза на бъдещия френски крал Шарл V. През 1355 г. той се жени за тази енергична и способна жена, която управлява държавата през дългите периоди, в които съпругът ѝ отсъства поради войните.

### Военни подвизи
Парижкият договор от 1355 г. прави Амадей VI съюзник на Франция срещу Англия (както и зет на бъдещия крал на Франция Шарл V), така че той вижда единствената възможност за разширяване на своето графство в италианските земи. Заедно с Монферат, който по това време преживява период на особено разцвет, той разделя анжуйските земи на т. нар. Графство Пиемонт.
Военните победи и закупуването на земи в Алпийския регион през 50-те г. на XIV век увеличават притежанията му, създавайки географска основа за единна държава, обхващаща почти целите Западни Алпи. Впоследствие той придобива земи и от италианската страна на Алпите.
На 11 май 1365 г. императорът на Свещената Римска империя Шарл IV Люксембургски, го обявява в Шамбери за имперски викарий за Савоя, част от Пиемонт и различни епархии на днешна Западна Швейцария. Амадей VI го придружава до Арл, където Карл IV е коронясан за крал на Кралство Арл (Двете Бургундии).
Заедно с успешната си външна политика в Пиемонт, която довежда до анексирането на Кунео, Сантия и Биела, Амадей VI води и мъдра вътрешна политика. През 1359 г. неговата братовчедка, баронесата на Во Катерина Савойска-Во, затънала в дългове, му продава всичките си права върху Во за сумата от 160 хил. златни флорина. По този начин Во се връща във владенията на първоначалния клон на Савойския дом.
Според Самюел Гишенон поради експедиция срещу Ивреа, направена през 1356 г. от неговия братовчед, владетеля на Пиемонт Жак Савойски-Ахая, Амадей VI го лишава от титлите му. Жак води открита война срещу графа и окупира княжеството. След като пристига в Пинероло през 1360 г., той е обявен за предател, заловен е там и е арестуван, докато неговият син и наследник Филип се укрива в Алесандрия: победата на графа на Савоя е пълна и Жак получава свободата си едва три години по-късно. Амадей VI успява да убеди Жак да лиши от наследството най-големия си син Филип, определяйки го като неблагодарен и незаслужил, давайки наследството само на децата си от третата си съпруга Маргарита дьо Божьо – полубратята му Амадей и Лудвиг. Децата са под защитата на Амадей VI срещу Филип, който не приема изключването му от наследството и е обсаден във Фосано през август 1368 г., където е заловен и след това убит към края на същата година.
През януари 1364 г. Амадей VI е посетен от кипърския крал Петър I, който го въодушевява да се включи в подготвяния кръстоносен поход, но поради заплахата за Савоя от бродещи банди Амадей не взема участие в превземането на Александрия през 1365 г. Флотата на кръстоносците (15 кораба и 1700 бойци), предвождани от Зеления граф, отплава от Венеция едва през февруари 1366 г. и на 2 август пуска котва край бреговете на гръцкия остров Евбея. Сред кръстоносците са брат му Огиер, незаконен син на Аймон Савойски, Аймон, брат на Жак Савойски-Ахая, братовчедът на графа Гийом дьо Грансон, савойски и бургундски рицари, като Етиен дьо ла Бом, Жан дьо Виен, Юг II дьо Шалон-Арле, брат му Луй I и други. През 1366 г. към Амадей VI се присъединява генуезкият пират и владетел на остров Лесбос Франческо Гатилузио. На 23 август Савойците дебаркират на северния бряг на Дарданелите, а генуезците обсаждат крепостта Галиполи по море. След двудневни сражения обединените сили на Амадей и Гатилузио успяват да отвоюват крепостта от султан Мурад I. На 26 август 1366 г. крепостта Галиполи е превзета и предадена на византийците.
Междувременно в Константинопол пристига вест, че византийският император Йоан V Палеолог, братовчед на Амадей, е пленен от българския цар Иван Александър при завръщането му от дипломатическа мисия в Унгария. Вестта за задържането на императора променя посоката на движение на флота на Амедей. По молба на императрица Анна Савойска Зеленият граф насочва своите кораби към българските черноморски градове. Савойският флот пристига в Константинопол на 4 септември, където към него се присъединяват още генуезки кораби. През октомври 1366 г. флотът на Амадей VI навлиза в Черно море, за да окаже натиск над българите за освобождаването на византийския император. Превзети са градовете Скафида (където съпротива оказват значителен брой турски кораби), Созопол, Месемврия и Анхиало, и е наредено унищожението на Анхиало. Опитът за превземането на Варна се проваля. Опитвайки се да проникнат във вътрешността на страната, рицарите на граф Амадей VI претърпяват поражение под стените на крепостта Аетос до днешен Айтос, като са пленени 13 рицаря, включително Антонио Висконти, племенник на херцога на Милано Бернабо Висконти, които няколко месеца прекарват в плен. Граф Амадей VI е принуден да започне преговори както с българския владетел Иван Александър, така и с владетеля на Добруджанското деспотство Добротица. Генуезкият флот се оттегля в Созопол, където на 28 януари 1367 г. пристига и освободеният от българите Йоан V Палеолог. По това време Амадей е изразходвал всичките пари, предназначени за кръстоносния поход и през пролетта на 1367 г. е принуден да оттегли рицарите си. Крепостите на юг от Балкана са предадени в ръцете на византийците и остават техни до падането на Константинопол през 1453 г. Цар Иван Александър отстъпва на деспот Добротица Варна, Емона и Козяк в знак на благодарност за подкрепата му:с. 101.
През 1368 г. графът помага на лелята на съпругата си, Мария от Клермон, вдовица на Роберт от Таранто, претендентка за трона на Латинската империя и държателка на Княжество Таранто и Княжество Ахая, в Ахейската война, като успява да постигне споразумение между двете воюващи страни.
По време на Папската схизма, започнала през 1378 г., Амадей VI е поддръжник на Роберт Женевски (антипапа Климент VII), племенник на Агнес Савойска, при опита му да постави своето протеже – френския принц Луи I дьо Валоа-Анжуйски на неаполитанския трон в опозиция на папа Урбан VI и претендента за трона Шарл III Анжуйски.
Заедно с войските на Бернабо Висконти, водени от Томазо Паскалис, той води война срещу английските наемнически дружини, които опустошават градове и села.
Прочут в цяла Европа със своята доблест и мъдрост, Амадей VI е арбитър в споровете по време на войните от онова време. Той е посредник в конфликта между Пиза и Флоренция през 1364 г. Неговата намеса във войната за Киоджа (1379 – 1381) е решаваща за сключването на Торинския мирен договор през 1381 г. между Генуезката република от една страна и Венецианската република от друга.
През 1382 г. той помага за постигането на споразумение между генуезците и краля на Кипър, а по-късно е поканен от генуезките благородници гвелфи да стане дож и да вземе града под своя закрила – напразно предложение, тъй като гвелфите остават безвластни.

### Смърт
Притекъл се на помощ на краля на Неапол, Луи II Анжуйски, той намира смъртта си: започнатата през юни 1382 г. военна експедиция срещу Шарл III Анжуйски завършва злощастно. Измъчваните от глад и болести войници на Амадей VI Савойски правят безуспешни опити да се измъкнат от Южна Италия. През зимата на 1383 г. Зеленият граф се заразява от чума и умира на 1 март в Санто Стефано ди Кампобасо близо до Сан Джовани ин Галдо. Погребан е в Абатство Откомб, както е поискал в завещанието си. Днес в абатството, което е Савойски мавзолей, остават единствено надгробните плочи на Зеления граф, тъй като по време на Френската революция сградата е окупирана от якобинците, гробниците са отворени принудително и тленните му останки, заедно с тези на други членове на Савойската династия са унищожени.
В завещанието му от 27 февруари 1383 г., съставено преди смъртта му, той обявява за свой наследник сина си Амадей под настойничеството на съпругата си Бона дьо Бурбон.

## Политическото наследство на Зеления граф
Зеленият граф оставя незаличима следа върху Савойската държава. Той връща страната към хегемонна роля чрез важни военни кампании и мъдра политика. Въпреки това, също поради военни начинания, той трябва да поеме големи разходи, така че прибягва до заеми от банкери, както в случая през 1373 г. със сумата от 000 дуката, получена от Бонавентура Консильо и партньор, който държи двор във Форли, предлагайки короната си и други ценности като обезпечение. Тази трудна икономическа ситуация засяга и неговия наследник Амадей VII.
Името му все още се свързва с т. нар. Орден на огърлицата, днес Върховен орден на Пресветото благовещение. По-късно орденът се дава на всички, които са оказали високи услуги на държавата: те се смятат за братовчеди на краля.

## Брак и потомство
∞ 1355 в Париж за Бона дьо Бурбон (* 1341, † 19 януари 1402), дъщеря на херцог Пиер I дьо Бурбон и племенница на френския крал Филип VI, от която има двама сина и вероятно една дъщеря:
- Дъщеря (*/† 1358 след раждането си), неспомената от Самюел Гишенон[44]
- Амадей VII (* 24 февруари 1360, замък на Авиляна или на Шамбери, † 1 ноември 1391, замък на Рипаля до Тонон ле Бен), 18-ти граф на Савоя, на Аоста, Мориен и Ница (1383 – 1391); ∞ 7 май 1372 (договор), 18 януари 1377 в Париж за пряката племенница на френския крал Жан II Добрия, Бона дьо Бери, трета дъщеря на херцога на Бери и Оверн и граф на Поатие и Монпансие Жан дьо Бери и на първата му съпруга Жана д’Арманяк, от която има един син и две дъщери. Има и две извънбрачни деца.
- Лудвиг Савойски (* 1362, † 1365).

От три неизвестни жени има един син и две дъщери:
- Антонио (* 1352, † 1374), неспоменат от Гишенон
- Йоанна
- Антониета

### Първични източници
- ((la)) Rerum Italicarum scriptores. Tomus XI. Посетено на 6 юли 2023 г.
- ((la))((fr)) Preuves de l'Histoire généalogique de la royale maison de Savoie, justifiée par titres, ..par Guichenon, Samuel. Посетено на 6 юли 2023 г.
- ((la)) Storia dei principi di Savoia del ramo d'Acaia, signori del Piemonte, Volume 2. Посетено на 6 юли 2023 г.

### Вторични източници
- ((it)) Romolo Caggese, Italia, 1313-1414, cap. VII, vol. VI (Declino dell'impero e del papato e sviluppo degli stati nazionali), in Storia del Mondo Medievale, 1999, с. 297 – 331
- ((it)) Paul Fournier, Il regno di Borgogna o d'Arles dal XI al XV secolo, cap. XI, vol. VII (L'autunno del medioevo e la nascita del mondo moderno), in Storia del Mondo Medievale, 1999, с. 383 – 410
- ((fr)) Histoire de Savoie, d'après les documents originaux,... par Victor... Flour de Saint-Genis. Tome 1. Посетено на 6 юли 2023 г.
- ((fr)) Histoire généalogique de la royale maison de Savoie, justifiée par titres, ..par Guichenon, Samuel. Посетено на 6 юли 2023 г.
- ((es)) Cronicas de los reyes Castilla: Cronica del rey don Pedro. Посетено на 6 юли 2023 г.
- ((it)) Matrimoni della Real Casa di Savoia Архив на оригинала от 2021-06-23 в Wayback Machine.. Посетено на 6 юли 2023 г.
- ((it)) Testamenti di sovrani e principi di Savoia. Посетено на 6 юли 2023 г.
- ((it)) Ducas, Historia turco-bizantina (1341-1462), a cura di Michele Puglia, Rimini, Il Cerchio, 2008
- ((it)) Alessandro Martinelli, L'azzurro italiano, in Vexilla Italica, n. 62, Torino, Centro Italiano Studi Vessillologici, febbraio 2006
- ((it)) Francesco Cognasso, AMEDEO VI, conte di Savoia, in Dizionario biografico degli italiani, vol. 2, Roma, Istituto dell'Enciclopedia Italiana, 1960. Посетено на 6 юли 2023 г.
- ((it)) Maria Josè di Savoia, Amedeo VI Amedeo VII, prefazione di Benedetto Croce, Milano, Mondadori, 2001
- ((it)) Cesare Nani, Nuova edizione degli statuti del 1379 di Amedeo VI di Savoia, Torino, Fratelli Bocca, 1884
- ((it)) Francesco Cognasso, Il conte verde, 1334-1383, Torino, G. B. Paravia & C., 1926. Посетено на 6 юли 2023 г.
- ((en)) Cox, Eugene L., The Green Count of Savoy: Amadeus VI and Transalpine Savoy in the Fourteenth Century, Princeton (Princeton University Press), 1967
- ((en)) Norwich, John Julius, Byzantium: The Decline and Fall, New York 1996, с. 330 – 331

- Л.В. Горина, „Походът на граф Амедей VI Савойски против България през 1366 – 1367 г.“; сп. „Исторически преглед“, бр. 6, 1970
- ((en)) Amadeus VI, на Encyclopædia Britannica. Посетено на 6 юли 2023 г.
- ((de))((fr))((it)) Bernard Andenmatten: Savoyen, Amadeus VI, в Швейцарски исторически лексикон. Посетено на 6 юли 2023 г.
- ((en)) COMTES de SAVOIE et de MAURIENNE 1060-1417 - AMEDEE de Savoie, на fmg.ac, Foundation for Medieval Genealogy. Посетено на 6 юли 2023 г.
- ((en)) Savoy 2 - Amedeo VI "il Conte Verde = the Green Count", на genealogy.euweb.cz, Genealogy. Посетено на 6 юли 2023 г.
- ((it)) Amedeo VI, в Dizionario di storia, Istituto dell'Enciclopedia Italiana, 2010. Посетено на 6 юли 2023 г.
- ((it)) Amedèo VI, на sapere.it, De Agostini. Посетено на 6 юли 2023 г.